# Joachim Adamietz
Joachim Adamietz (* 25. November 1934 in Schwientochlowitz, Oberschlesien; † 26. Mai 1996 in Marburg) war ein deutscher Altphilologe, der als Professor an den Universitäten zu Gießen (1971–1988) und Marburg (1988–1996) wirkte. Als Latinist beschäftigte er sich vorrangig mit der römischen Satire, Rhetorik und dem römischen Epos.

## Leben
Joachim Adamietz, der Sohn des Bankangestellten Karl Adamietz, wuchs in Schlesien auf und lebte nach der Flucht seiner Familie in Hildesheim. Dort und in Gießen besuchte er das Gymnasium. Zum Sommersemester 1954 nahm er das Studium der Philologie und Philosophie an der Universität Marburg auf. Von 1955 bis 1956 verbrachte er zwei Semester an der Universität Tübingen, wo er Vorlesungen und Übungen bei Walter Jens, Wolfgang Schadewaldt, Ernst Vogt, Otto Weinreich und Ernst Zinn besuchte. In Marburg beeinflusste ihn besonders der Latinist Carl Becker, bei dem Adamietz 1960 promoviert wurde. Nach dem Examen hielt er sich ein Jahr lang in London auf, wo er die Arbeiten an der Institutio oratoriae des Quintilian aufnahm. Dabei unterstützten ihn Otto Skutsch und James A. Willis.
Nach seiner Rückkehr nach Deutschland absolvierte Adamietz von 1961 bis 1963 das Referendariat am Ludwigs-Gymnasium Gießen. Anschließend bot ihm Vinzenz Buchheit eine Lektorenstelle an der Universität Gießen an, die Adamietz zum Sommer 1963 annahm. In dieser Zeit brachte er seine kommentierte Ausgabe des dritten Buchs der Institutio oratoriae zum Abschluss und bereitete seine Habilitation vor, die er 1970 mit einer Arbeit über den Satiriker Juvenal erreichte. 1971 wurde er zum H2-Professor ernannt. Im Sommersemester 1978 vertrat er einen Lehrstuhl an der Universität Erlangen-Nürnberg. Zum Sommersemester 1988 nahm er einen Ruf an die Universität Marburg an, wo er bis zu seinem plötzlichen Tod (1996) als Lehrstuhlinhaber und Professor der Klassischen Philologie wirkte.
Adamietz verfolgte in seiner Forschungsarbeit verschiedene Themen. Seine Hauptgebiete waren seit dem Studium und der Gießener Zeit die römische Rhetorik, die Satire (besonders Juvenal und Petron) und das Argonauten-Epos des Valerius Flaccus. Daneben beschäftigte er sich auch eingehend mit der römischen Komödie, mit dem platonischen Dialog Parmenides und mit der asianischen Rhetorik.

## Schriften (Auswahl)
- Ciceros De inventione und die Rhetorik ad Herennium. Marburg 1960 (Digitalisat)
- M. F. Quintilianus / Institutionis oratoriae liber III. Mit einem Kommentar herausgegeben von J. A. München 1966 (Studia et testimonia antiqua 2)
- Untersuchungen zu Juvenal. Wiesbaden 1972 (Hermes-Einzelschriften 26)
- Zur Komposition der Argonautica des Valerius Flaccus. München 1976 (Zetemata 67)
- Die römische Satire. Darmstadt 1986
- Marcus Tullius Cicero / Pro Murena. Mit einem Kommentar herausgegeben von J. A. Darmstadt 1989. 2., unveränderte Auflage, Darmstadt 1996 (Texte zur Forschung 55)
- Juvenal / Satiren: lateinisch-deutsch. Herausgegeben, übersetzt und mit Anmerkungen versehen von J. A. München / Zürich 1993